# Zeist
Zeist er en kommune og by centralt i Nederlandene beliggende i provinsen Utrecht med 61.762(2015) indbyggere.